# Сплюшка західна
Сплюшка західна (Megascops kennicottii) — вид совоподібних птахів родини совових (Strigidae). Мешкає на заході Північної Америки. Вид названий на честь американського натураліста Роберта Кеннікотта.

## Опис

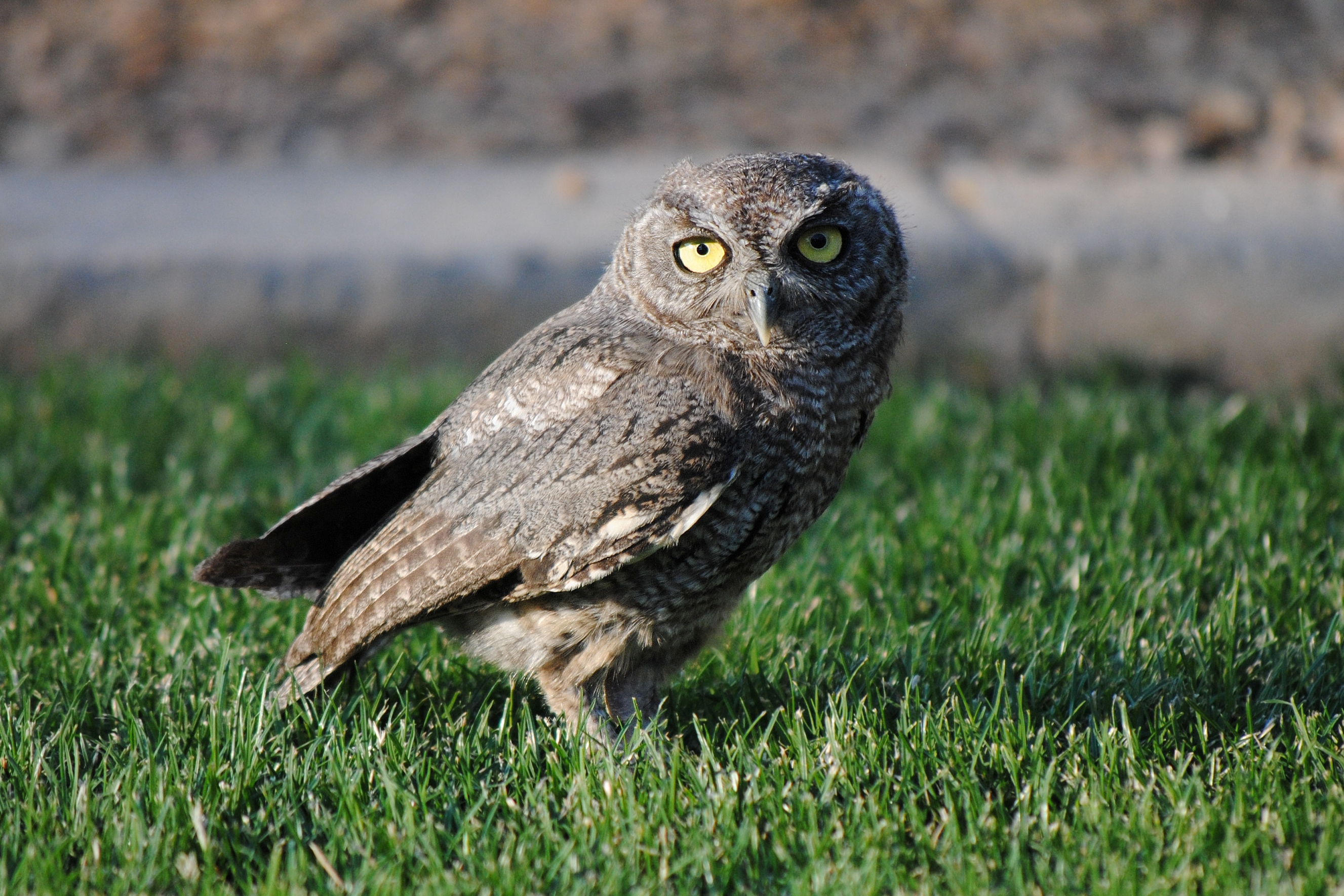
Західна сплюшка

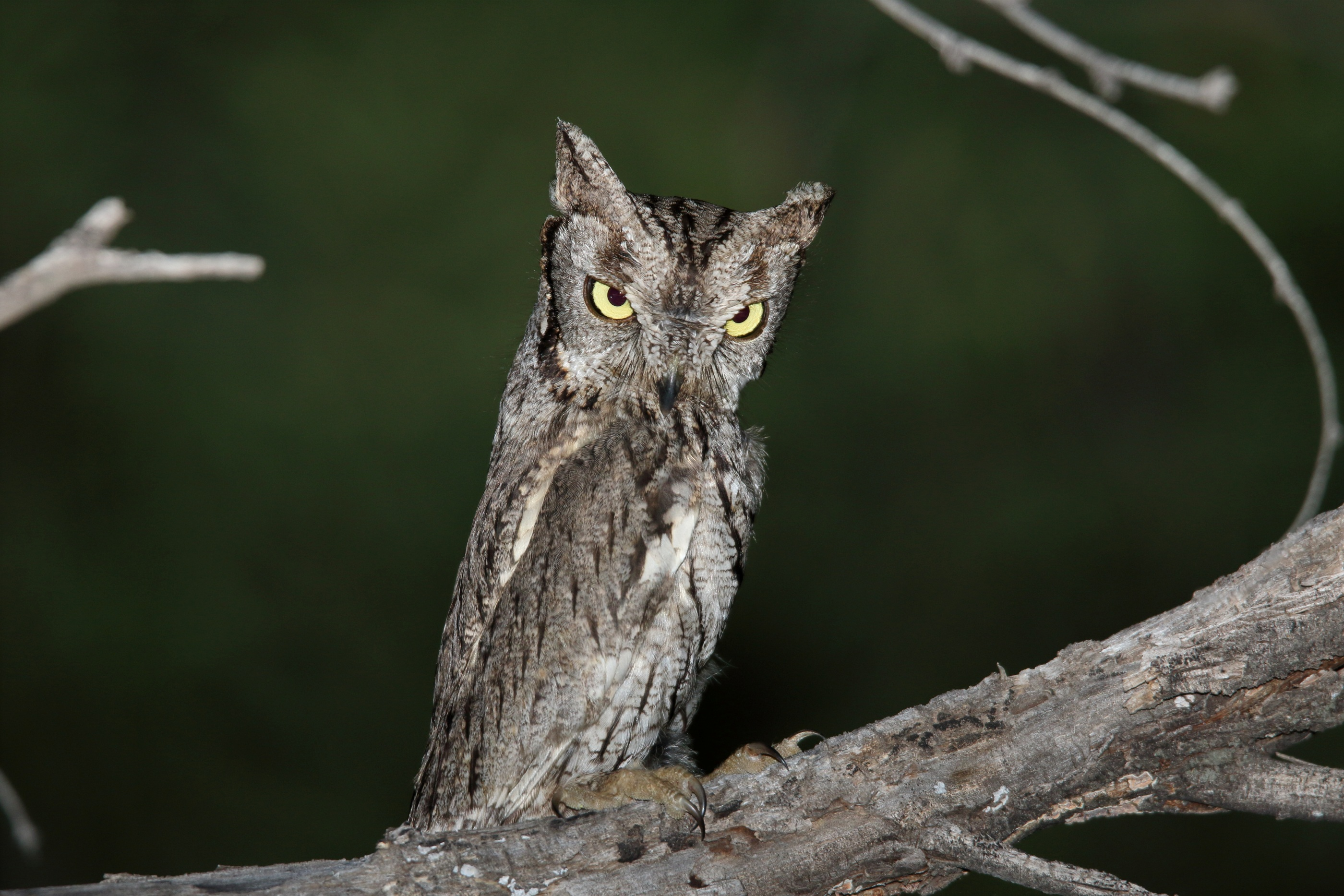
Західна сплюшка

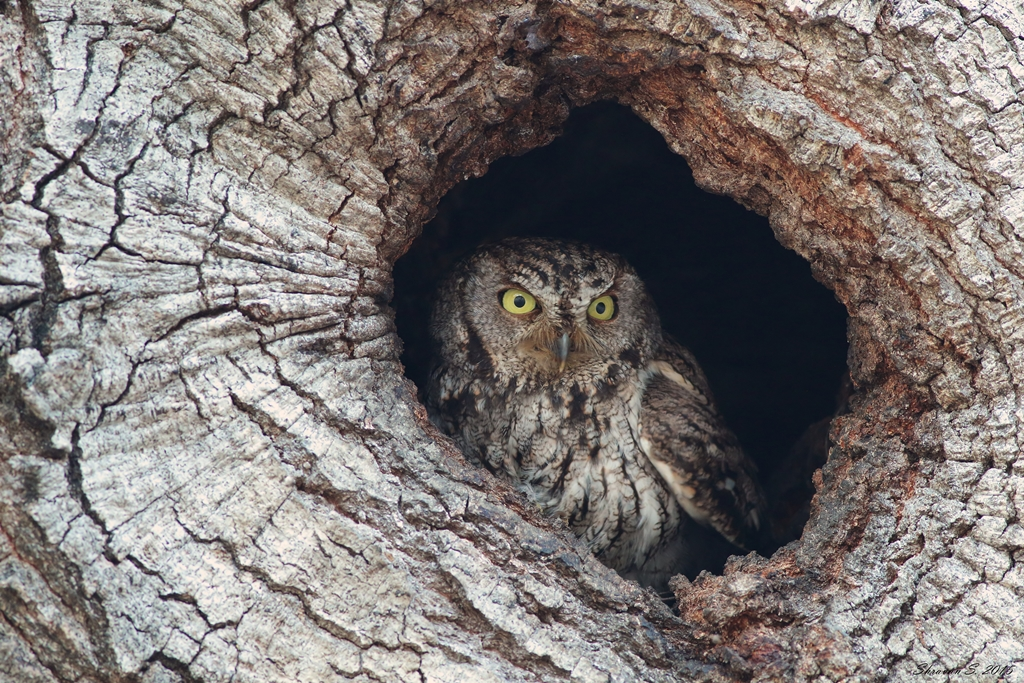
Західна сплюшка в дуплі

Західна сплюшка — невелика сова з великою головою, відносно коротким хвостом, широкими крилами і невеликими пір'яними "вухами". Її довжина становить 21-24 см, розмах крил 55 см, вага 88-220 г. Самиці є дещо більшими за самців, а представники північних підвидів — за представників південних. Забарвлення існує в сірій і в рідкісній коричневій морфах, представники північних підвидів мають більш яскраве забарвлення, а представники південних — більш темне. Лицевий диск темний, нижня частина тіла є світлішою за верхню, поцяткована широкими темними поздовжніми смугами і кількома менш вираженими поперечними. Очі жовті. Лапи оперені до кінчиків пальців. Дзьоб чорнуватий.
Західні сплюшки є схожими на північних сплюшок, у яких дзьоб зеленуватий, а рудувато-коричнева морфа зустрічається набагато частіше. Вусаті сплюшки, ареал яких перетинається з ареалом західних сплюшок в Мексиці, мають помітно менші розміри.
Голос — серія коротких посвистів, які з часом прискорюються. Також можна почути трелі, спочатку коротку, а потім більш тривалу, темп якої наприкінці спадає. Інші вокалізації включають в себе крики, схожі на гавкання або сміх, подібні до криків північної сплюшки, та пронизливі верески. Сонографічний аналіз показав, що крики самців мають більш низьку частоту, ніж крики самиць, однак загалом майже не відрізнялися.

## Підвиди
Виділяють дев'ять підвидів:
- M. k. kennicottii (Elliot, DG, 1867) — від південно-східної Аляски до північно-західної Каліфорнії;
- M. k. macfarlanei Brewster, 1891 — від південного сходу Британської Колумбії до північного сходу Каліфорнії і Вайомінгу;
- M. k. bendirei (Brewster, 1882) — від східного Вашингтона і Монтани до півночі Баха-Каліфорнії;
- M. k. aikeni Brewster, 1891 — від східної Каліфорнії (на схід від Сьєрра-Невади) до заходу Техасу і Оклахоми та півночі Сонори;
- M. k. cardonensis (Huey, 1926) — північний схід Баха-Каліфорнії;
- M. k. xantusi Brewster, 1902 — Баха-Каліфорнія-Сур;
- M. k. yumanensis (Miller, AH & Miller, L, 1951) — від південного сходу Каліфорнії і південного заходу Аризони до північно-західної Сонори;
- M. k. vinaceus Brewster, 1888 — від південної Сонори і західного Чіуауа до Сіналоа;
- M. k. suttoni (Moore, RT, 1941) — від південно-західного Техасу до Мексиканського нагір'я.

## Поширення і екологія
Західні сплюшки мешкають в Сполучених Штатах Америки, Канаді, Мексиці, трапляються в Гватемалі. Вони живуть в різноманітних природних середовищах — хвойних і широколистяних і мішаних лісах, на узліссях і галявинах, в рідколіссях, чагарникових заростях, в напівпустелях, порослих чагарниками і кактусами, в парках і садах, на висоті до 2200 м над рівнем моря. 
Ведуть нічний і присмерковий спосіб життя, день проводять в густих кронах дерев або в дуплі. Живляться великими комахами, а також дрібними хребетними, зокрема ящірками, зміями, дрібними птахами і ссавцями, такими як Peromyscus. Іноді здобич західної сплюшки може мати більші розміри за самого птаха. 
Гніздування починається наприкінці зими-на початку весни, на півдні ареалу дещо раніше. Гніздяться в дуплах дерев, зазвичай в дуплах дубів або платанів, іноді ялівців, на південному сході ареалу також в дуплах кактусів. Часто використовують покинуті дупла дятлів. В кладці від 2 до 5 яєць, інкубаційний період триває 26 днів, пташенята покидають гніздо через 36 днів після вилуплення. Насиджують самиці, за пташенятами доглядають і самиці, і самці. Вони продовжують це робити ще 5-6 тижнів після того, як пташенята покидають гніздо.